# 吳鎮草書《心經》卷
吳鎮草書《心經》卷，是元代四大家之一的吳鎮（1280－1354年）唯一傳世的草書精品，此書卷作於元代至元六年（1340年），為吳鎮61歲，隱居於浙江嘉興魏塘橋梅花庵時的書法作品。原作為紙本，以草書書寫，紙卷長29.3公分，總寬203公分，現收藏於北京故宮博物院。
此卷曾為清朝劉鏞珍藏，後轉手藏於成親王永瑆的詒晉齋，再轉贈給嘉興人吏部左侍郎錢樾，錢樾於清嘉慶十六年（1811年），請江南鑴刻名手錢泳將吳鎮的草書《心經》卷刻勒於碑石上，碑石後嵌砌於梅花庵牆上。
元代大畫家吳鎮，字仲圭，號梅花道人，晚年濳心佛道，常與僧道同參，自號「梅沙彌」，墓碑上自題 「梅花和尚」。吳鎮博學多才，為人孤潔清高，一生隱居魏塘，不願出仕為官，交往友人多為文人雅士或僧眾、道侶，很少與達官顯貴來往，靠賣字畫和占卜餬口，終身守志清貧，不改志節。吳鎮精詩文、工書法、擅水墨畫，時人讚為「詩、書、畫三絕」，傳世有一百餘首詩文，收錄在《梅道人遺墨》
中。吳鎮十八、九歲便開始習畫，對山水、梅竹、樹石皆有很深的造詣，明代的惲南田讚其「筆力雄勁，墨氣沉厚」，與黃公望、王蒙、倪瓚並稱為元四家。他的畫風對明、清兩代的藝術發展有一定的影響力，在中國近代美術史有其地位。
吳鎮書法擅長草書，得益於北宋黃庭堅，他的筆法具有古秀蒼勁之美，又有一種化外之人的瀟灑，雖然灑脫但不顯狂浪。晉唐以來抄寫佛經的風氣很興盛，但抄本多為楷書或行書，少見草書抄本，狂草作品更是稀中之稀。

## 卷文
觀自在菩薩，行深般若波羅密多時。照見五蘊皆空，度一切苦厄。舍利子，色不異空，空不異色，色即是空，空即是色。受想行識，亦復如是。舍利子，是諸法空相，不生不滅，不垢不淨，不增不減。是故空中無色，無受想行識，無眼（原卷多了一個「界」字）耳鼻舌身意，無色聲香味觸法，無眼界，乃至無識界（原卷漏了此句經文），無無明，亦無無明盡。乃至無老死，亦無老死盡。無苦集滅道，無智亦無得。以無所得故，菩提薩埵，依般若波羅密多故，心無罣礙。無罣礙故，無有恐怖，遠離顛倒夢想，究竟涅槃。三世諸佛，依般若波羅密多故，得阿耨多羅三藐三菩提。故知般若波羅密多，是大神咒，是大明咒，是無上咒（原卷漏了此句經文），是無等等咒。能除一切苦，真實不虛。故說般若波羅密多咒。即說咒曰：揭諦，揭諦，波羅揭諦（原卷筆誤，將此句經文與後句書寫顛倒），波羅僧揭諦，菩提薩婆訶。
般若波羅密多心經。梅花道人奉書。至元六年夏四月初吉。
鈐“梅花盦”朱文方印、“嘉興吳鎮仲圭書畫記”白文方印。卷上還有清代劉墉、永瑆題跋及錢樾、周家謙等人鑒藏印記。

## 歷代評論
- 李日華在《六研齋筆記》說：「梅花道人書作藏真（懷素）筆法，古雅有餘。」[8]
- 孫大雅在《墨竹記》說到：「為人抗簡孤潔，高自標表。」
- 永瑆在此卷跋語中說：「此卷與《竹譜》中草法不類，饒有旭、素之致。」
- 劉鏞在跋語中也說：「梅道人書頗有蕭淡之致，追步唐賢。」

## 外部連結
- 北京故宮博物院－吴镇草书心经卷（页面存档备份，存于）
- 書法空間－吳鎮（页面存档备份，存于）
- 書法字典－元‧吳鎮書《心經》 （页面存档备份，存于）
- 辭典網－吳鎮草書心經卷
- 中国历代馆藏书画数字资源库－草书心经卷：吴镇[永久]
- 讀國學網－吳鎮草書《般若波羅密多心經》元•吴镇书《心经》[永久]
- 一样清净！吴镇传世唯一草书作品《心经卷》赏析[永久]
- 吴镇草书《心经》卷 纸本－墨云书法[]
- 昆仑堂美术馆－梅花道人——诗、书、画“三绝”[永久]
- 議政網－行云流水 萧散畅达：吴镇草书《心经》赏析（页面存档备份，存于）
- 吴镇纪念馆（页面存档备份，存于）